# 里略德加略
里略德加略，是西班牙卡斯蒂利亚-拉曼恰瓜达拉哈拉省的一个市镇。总面积26平方公里，总人口67人（2001年），人口密度3人/平方公里。